# 黄绿蝇子草
黄绿蝇子草（学名：Silene flavovirens）为石竹科蝇子草属的植物，是中国的特有植物。分布于中国大陆的云南等地，生长于海拔3,600米的地区，多生长于阴湿石壁，目前尚未由人工引种栽培。
其种加词“Flavovirens”意为“黄绿色的”。
现接受名为中甸蝇子草（Silene chungtienensis W.W.Sm.， 1919）。